# Schuppen von Dokumenten

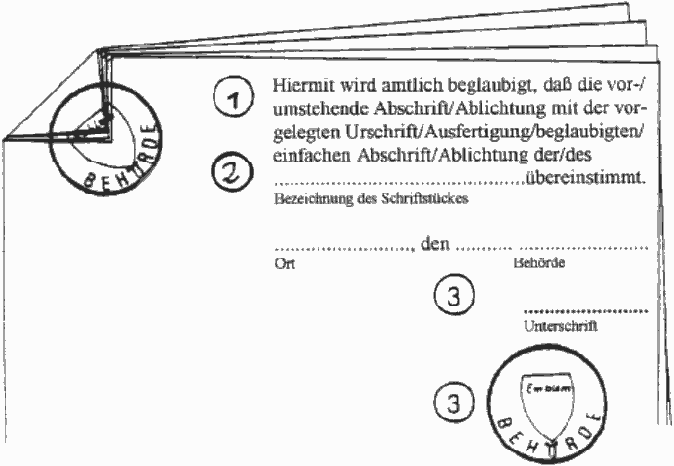
Geschuppte beglaubigte Dokumentenkopie (Muster)

Das Schuppen ist das Umknicken von Seiten in einer schuppenförmigen Form. Dies dient der Beglaubigung von offiziellen Dokumenten und Urkunden, bei der jede einzelne Seite mit einem einzigen Stempelabdruck markiert und so als zusammengehörig markiert werden soll.
Von vorne beginnend werden die einzelnen Seiten jeweils mit einem „Eselsohr“ versehen, dessen Größe nach hinten stetig abnimmt.
Bei beglaubigten Übersetzungen beispielsweise müssen die Übersetzung, die Kopie des Dokumentes und der Bestätigungsvermerk fachgerecht miteinander verbunden werden, damit diese später nicht manipuliert werden können. Hierbei faltet man die linke obere Ecke der einzelnen Seiten geschuppt nach hinten. Somit wird gewährleistet, dass jedes Blatt Papier auch mit dem Stempel des ermächtigten Übersetzers versehen wird. Hierbei muss darauf geachtet werden, dass jedes Blatt richtig umgeknickt wird und nicht etwa hinter einem anderen Blatt verschwindet.
Handelt es sich nur um zwei Seiten, kann auch der „Schmetterlingsknick“ angewendet werden. Hierbei wird nur beim obersten Blatt die linke obere Ecke nach vorn geknickt und so geheftet, ohne zu schuppen. Hierauf wird dann der Stempel gesetzt.
Manipulationen und Fälschungen werden somit erschwert, da das Schuppen verhindert, dass einzelne Seiten etwa abgetrennt werden können, weil der Stempel dann unvollständig und die Manipulation offensichtlich ist. Um eine Manipulation zusätzlich zu erschweren, sollten zum Heften keine Heftklammern, sondern eine Ösenzange verwendet werden. Eine andere Möglichkeit ist das Abdecken der Heftklammer mit einer Siegelmarke, die sich nicht zerstörungsfrei entfernen lässt.

## Weblink
- Richard Schneider: Von Schuppen und Ösen: Beglaubigte Übersetzungen optimal ausfertigen. 7. Januar 2014, abgerufen am 14. November 2014.